# Похідна Пінкерле
В математиці, похідна Пінкерле' T  лінійного оператора T: K [x] → K [x] на векторному просторі многочленів від змінної x над полем K це комутатор оператора T з множенням на x в алгебрі ендоморфізмів End (K [x]).  Te  T 'є ще одним лінійним оператором T': K [x] → K [x]
Названа на честь італійського математика Сальваторе Пінкерле. 